# Кастелфранко Венето
Кастелфранко Венето (итал. Castelfranco Veneto) град је у северној Италији. То је трећи град округа Тревизо у оквиру италијанске покрајине Венето.

## Природне одлике
Град Кастелфранко Венето налази се у источном делу Падске низије, на 50 км северозападно од Венеције, седишта покрајине. Град се образовао у равничарском подручју, на приближно 42 метра надморске висине.

## Становништво
Према резултатима пописа становништва 2011. у општини је живело 32.894 становника.
| 1931.  | 1936.  | 1951.  | 1961.  | 1971.  | 1981.  | 1991.  | 2001.  | 2011.  |
| ------ | ------ | ------ | ------ | ------ | ------ | ------ | ------ | ------ |
| 17.191 | 17.349 | 20.073 | 21.099 | 26.283 | 28.511 | 29.470 | 31.486 | 32.894 |

Кастелфранко Венето данас има око 33.000 становника, махом Италијана. Током протеклих деценија у град се доселило много досељеника из иностранства, највише са Балкана.

## Партнерски градови
- Гвелф

## Галерија
- Зидине старог града
- Торањ у градску већницу
- Градска железничка станица